# タケシとヒロシ
『タケシとヒロシ』（英題：Takeshi and Hiroshi）は、オインクゲームズが開発・発売したゲームソフト。
主人公の中学生タケシが病弱な小学生の弟ヒロシを楽しませるためにゲーム開発を行う物語が展開される。タケシが開発するファンタジーRPG『マイティ・ウォーリアー』は未完成のため、ゲームプレイ中のヒロシのタブレットに向けて、タケシは自身のノートパソコンから敵のモンスターのデータをこっそり送信し、やりがいがありつつゲームオーバーにならない適度なゲームバランスになるよう調整していく。物語は現実世界のパートとゲーム内の世界のパートが交互に展開されるが、現実世界のパートは人形アニメで表現されている。

## システム
ゲーム内の世界では、主人公の勇者が1つのステージにつき5回にわたり敵との戦闘を行う。戦闘の開始前にはランダムで9体の敵が表示され、そこから最大6体をプレイヤーが選択する。勇者はプレイヤーが選択した順番に敵を攻撃する。
勇者が敵から攻撃を受けHPの値が減るごとに「ドキドキ」の値（初期値は-30）が上昇し、HPが0に近づくほど値が高くなる。1回の戦闘が終了すると「たのしさ」のゲージ（スコアに該当）にドキドキの値と敵に応じた経験値が加算され、瀕死の状態で勝利した場合は追加の値が加算される。戦闘終了時にHPの値が低い場合には「きずぐすり」が自動で使用され全回復する。
物語の進行により、戦闘中に以下の能力を任意のタイミングで発動できるようになる。いずれも1回の戦闘につき1度だけ使用可能。
- 絶対回避ボタン - 敵からの攻撃を回避する。Chapter 2から追加。
- クリティカルボタン - 敵に通常の3倍のダメージを与える。Chapter 3から追加。

また、Chapter 6以降は以下の魔法が使用可能になる。この魔法を示すアイコンは戦闘開始前の敵選択画面で敵に混ざって表示され、敵と同じように選択し指定した順番のところで発動する。
- ひのたま - 敵1体に大ダメージを与える。
- かいふく - 勇者のHPを一定量回復する。
- ライトニングソード - 敵全体を一度に攻撃する。

5回の戦闘の終了時にドキドキの値が規定値以上であればステージクリアとなる。一方、ドキドキの値が規定値に満たない場合や勇者のHPかたのしさの値が0になるとゲームオーバーになる。
Nintendo Switch版では、2020年12月15日に配信されたアップデートにより「チャレンジモード」が追加された。このモードは戦闘を継続しゲームオーバーになるまでのスコアを競う内容で、基本的に通常のシステムと同じだが、5回未満の戦闘でたのしさの値が規定値に達するとボーナススコアが加算されたうえで次のステージに移行する。

## 主な登場人物
タケシ
主人公。中学2年生の14歳。
4年前に父親が亡くなって以降、年の離れた弟のヒロシに対し父親のように接している。ヒロシの笑顔を見るため日々ゲーム開発を行う。
ヒロシ
タケシの弟。小学2年生の7歳。
喘息持ちで病院に度々入院している。お気に入りの『マイティ・ウォーリアー』をプレイすることを心の支えにして入院生活を頑張る。
エリカ
タケシの同級生で、同じマンションに住む幼馴染。
タケシと後述のヨースケとの仲を取り持とうとし、ゲームのアイデアを出すこともある。
ヨースケ
タケシの同級生。クラスに転校してきたばかり。
タケシと同様にゲーム開発を行っており、そのクオリティの高さにタケシが対抗意識を燃やす。
ヨースケが開発したゲーム『500m ZOMBIE ESCAPE』は、オインクゲームズが2016年に発売したゲームソフト『1000m ゾンビエスケープ!』を基にした内容で、本作内でミニゲームとして実際にプレイできる。